# The Best Out Mixtape Vol. 2
The Best Out Vol. 2 è il secondo mixtape del rapper italiano Noyz Narcos e del DJ italiano Gengis Khan, pubblicato nel maggio 2009 dalla Propaganda Records.

## Tracce
1. Intro
2. Live da Zoo de Roma
3. L'amaro nella Voce (feat. Vincenzo da Via Anfossi)
4. Notte in Cella
5. Volare
6. Posse Track (feat. Gemello, Gast, Cole, Metal Carter, Mystic One)
7. Tropa d'Elite (feat. Gast)
8. Musica per Ciechi, Muti e Sordi
9. Fuori Rotta (feat. Simo GDB)
10. Young Vets (feat. Duke Montana)
11. Mix
12. TruceMala (feat. Micromala)
13. Santeria + Skit Fabri Fibra
14. Welcome to the Jungle